# Dodson (Montana)
Dodson (Caȟní aʾógana, Mąkásaba okʾé en llengua assiniboine) és una població dels Estats Units a l'estat de Montana. Segons el cens del 2000 tenia 122 habitants.

## Demografia
Segons el cens del 2000, Dodson tenia 122 habitants, 49 habitatges, i 34 famílies. La densitat de població era de 247,9 habitants per km². Per races són el 41,9% blancs i el 49,2% amerindis. Els hispànics de qualsevol raça són el 6,5% de la població.
Dels 49 habitatges en un 40,8% hi vivien nens de menys de 18 anys, en un 49% hi vivien parelles casades, en un 14,3% dones solteres, i en un 28,6% no eren unitats familiars. En el 28,6% dels habitatges hi vivien persones soles el 20,4% de les quals corresponia a persones de 65 anys o més que vivien soles. El nombre mitjà de persones vivint en cada habitatge era de 2,49 i el nombre mitjà de persones que vivien en cada família era de 2,97.
Per edats la població es repartia de la següent manera: un 33,6% tenia menys de 18 anys, un 4,9% entre 18 i 24, un 20,5% entre 25 i 44, un 19,7% de 45 a 60 i un 21,3% 65 anys o més.
L'edat mediana era de 39 anys. Per cada 100 dones de 18 o més anys hi havia 76,1 homes.
La renda mediana per habitatge era de 19.464 $ i la renda mediana per família de 33.750 $. Els homes tenien una renda mediana de 21.250 $ mentre que les dones 33.125 $. La renda per capita de la població era de 10.187 $. Aproximadament el 23,7% de les famílies i el 28,9% de la població estaven per davall del llindar de pobresa.

## Poblacions properes
El següent diagrama mostra les poblacions més properes.